# Catochrysops tijua
Catochrysops tijua är en fjärilsart som beskrevs av Tryon Reakirt 1866. Catochrysops tijua ingår i släktet Catochrysops och familjen juvelvingar. Inga underarter finns listade i Catalogue of Life.